# Nor Séround
La FRA Nor Seround (en arménien : ՀՅԴ Նոր սերունդ ; Nouvelle Génération en français), est une association loi de 1901 française qui constitue la branche jeunesse de la fédération révolutionnaire arménienne. Elle est en France l'équivalent de l'Armenian Youth Federation (en). Elle est spécialement orientée vers les jeunes,comme la FRA Badanis étant elle à destination des adolescents.